# グーデルマン関数

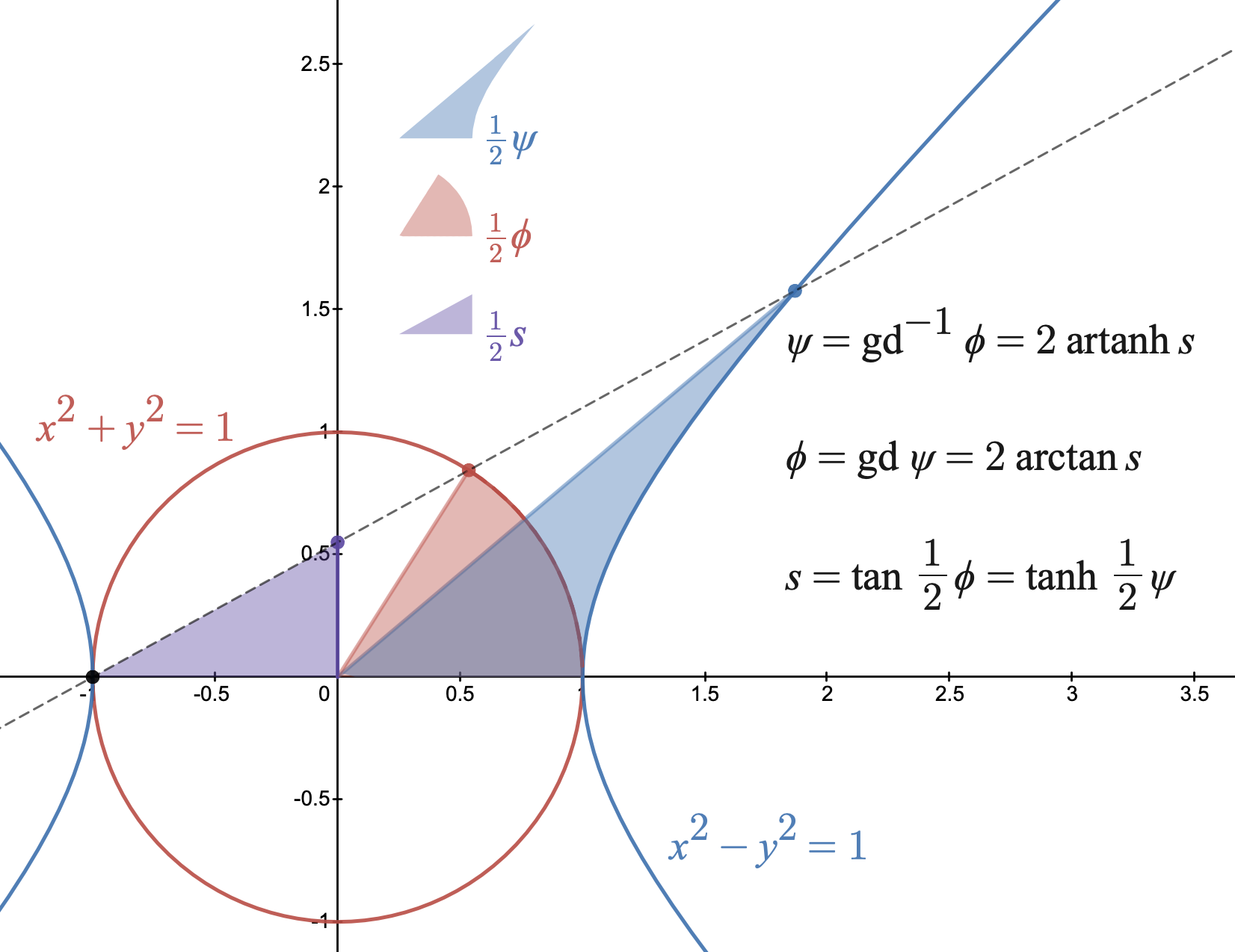
グーデルマン関数は、共通のステレオ投影を介して、扇形の面積を双曲線扇形の面積に関連付ける。青い双曲線扇形の面積の2倍が ψ である場合、赤い扇形の面積の2倍は ϕ = gd ψ となる。紫色の三角形の面積の2倍が s = tan 1/2ϕ = tanh 1/2ψ. のようにステレオ投影に相当する。青点の座標が (cosh ψ, sinh ψ). 赤点の座標が (cos ϕ, sin ϕ), 紫点の座標が (0, s) に相当する。

グーデルマン関数（グーデルマンかんすう、英語: Gudermannian function、ドイツ語: Gudermannfunktion）は、クリストフ・グーデルマン（1798–1852）にちなんで命名された、複素数を用いない三角関数及び双曲線関数と関係する関数である。

## 定義
定義は以下のとおりである。
{\displaystyle {\begin{aligned}\operatorname {gd} x&=\int _{0}^{x}{\frac {dt}{\cosh t}}\\&=\arcsin \left(\tanh x\right)=\arctan \left(\sinh x\right)\\&=2\arctan \left[\tanh \left({\frac {1}{2}}x\right)\right]=2\arctan \left(e^{x}\right)-{\frac {1}{2}}\pi .\end{aligned}}}

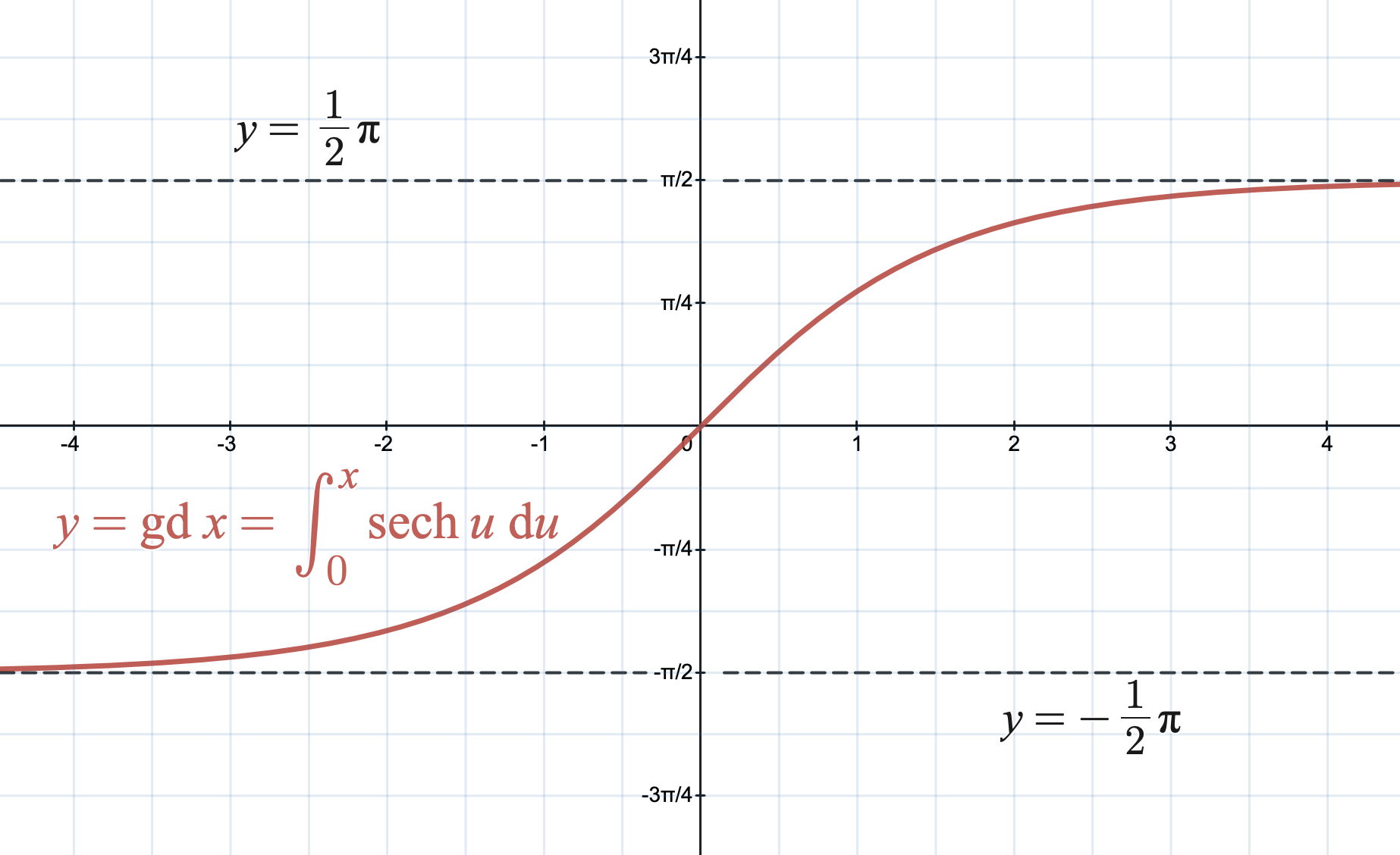
グーデルマン関数（赤色）とその漸近線 y = ± π/2 を点線で示したグラフ。

グーデルマン関数と関連する公式の中には、定義として全く運用できないものがある。例えば、実数x について、 {\displaystyle \arccos \operatorname {sech} x=\left\vert \operatorname {gd} x\right\vert =\operatorname {arcsec}(\cosh x)}　である。
以下の恒等式が成り立つ。
{\displaystyle {\begin{aligned}{\color {white}{\dot {\color {black}\sin \operatorname {gd} x}}}&=\tanh x;\quad \csc \operatorname {gd} x=\coth x;\\\cos \operatorname {gd} x&=\operatorname {sech} x;\quad \,\sec \operatorname {gd} x=\cosh x;\\\tan \operatorname {gd} x&=\sinh x;\quad \,\cot \operatorname {gd} x=\operatorname {csch} \,x;\\{}_{\color {white}.}\tan {\tfrac {1}{2}}\operatorname {gd} \,x&=\tanh {\tfrac {1}{2}}x.\end{aligned}}}

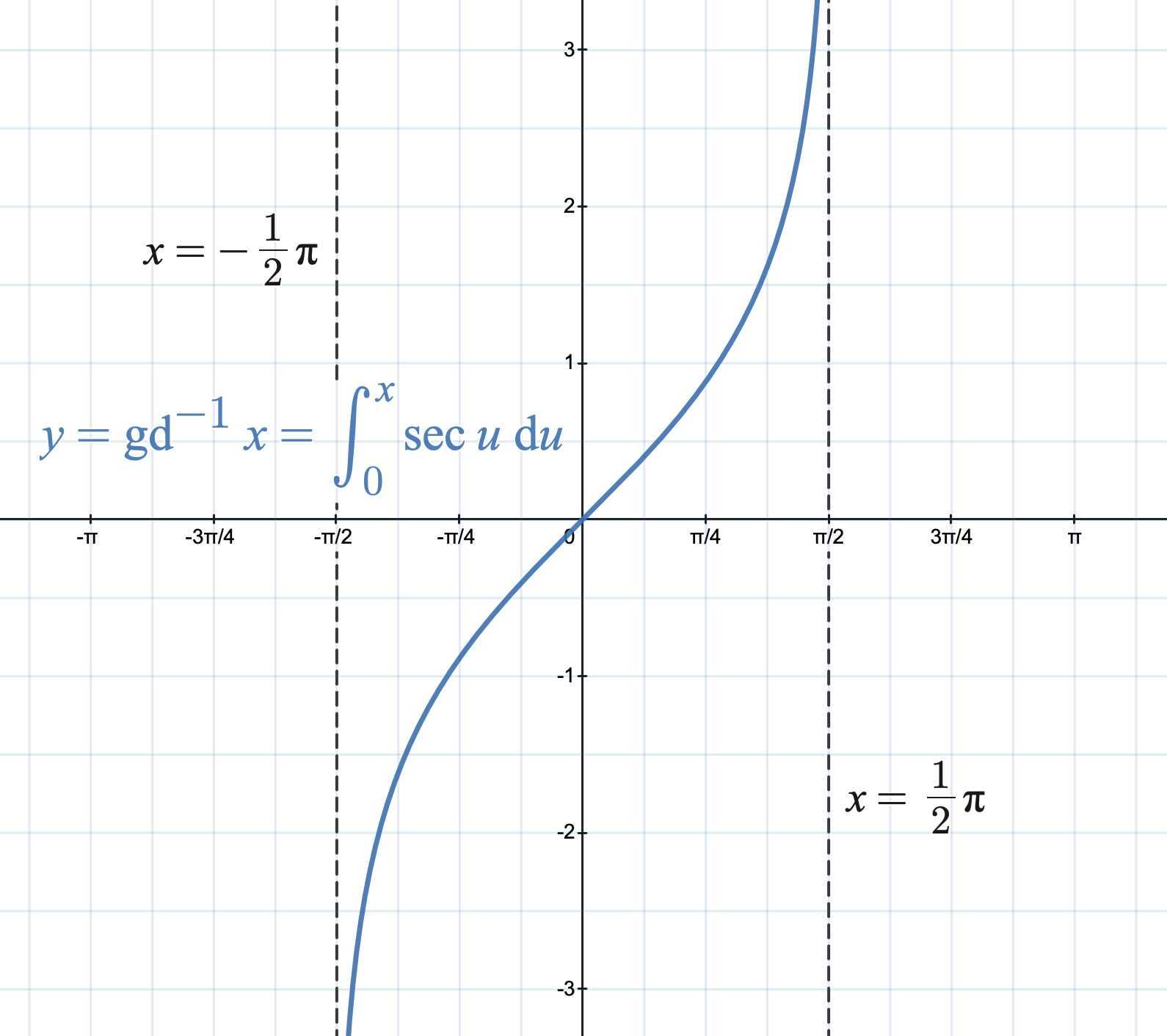
グーデルマン関数の逆関数（青色）とその漸近線 x = ± π/2 を点線で示したグラフ。

グーデルマン関数の逆関数（逆グーデルマン関数又はランベルト関数と称する）は、区間 {\displaystyle \left(-\pi /2,\pi /2\right)} において、次のように与えられる。
{\displaystyle {\begin{aligned}\operatorname {gd} ^{-1}\,x&=\int _{0}^{x}{\frac {dt}{\cos t}}\\[8pt]&=\ln \left|{\frac {1+\sin x}{\cos x}}\right|={\frac {1}{2}}\ln \left|{\frac {1+\sin x}{1-\sin x}}\right|\\[8pt]&=\ln \left|\tan x+\sec x\right|=\ln \left|\tan \left({\frac {1}{4}}\pi +{\frac {1}{2}}x\right)\right|\\[8pt]&=\operatorname {artanh} (\sin x)=\operatorname {arsinh} (\tan x).\end{aligned}}}

## 性質
- グーデルマン関数とその逆関数の原点周りの級数展開は次のとおりである。

{\displaystyle \operatorname {gd} x=x-{\frac {x^{3}}{6}}+{\frac {x^{5}}{24}}-{\frac {61x^{7}}{5040}}+\cdots ;\quad \operatorname {gd} ^{-1}x=x+{\frac {x^{3}}{6}}+{\frac {x^{5}}{24}}+{\frac {61x^{7}}{5040}}+\cdots .}
- グーデルマン関数とその逆関数の微分は次のとおりである。

{\displaystyle {\frac {d}{dx}}\;\operatorname {gd} x=\operatorname {sech} x;\quad {\frac {d}{dx}}\;\operatorname {gd} ^{-1}\,x=\sec x.}
- 逆グーデルマン関数は次式のようにフーリエ級数展開できる。

{\displaystyle \operatorname {gd} ^{-1}x=-2\sum _{n=1}^{\infty }(-1)^{n}{\frac {\sin(2n-1)x}{2n-1}}.}
- 数式 {\displaystyle \pi /2-\operatorname {gd} x} は、双曲幾何学において、平行角（英語版）関数を定義する。
- {\displaystyle y=\operatorname {gd} x} のグラフ、y軸および漸近線で囲まれる領域（のうち有限領域であるほう）の面積は、カタランの定数Gの4倍に等しい。すなわち、

{\displaystyle \int _{-\infty }^{\infty }\left({\frac {\pi }{2}}-\operatorname {sgn} x\operatorname {gd} x\right)dx=4G.}

## 歴史
この関数は、ヨハン・ハインリッヒ・ランベルトによって1760年代に双曲線関数と同じ頃に紹介された。彼はそれを「超越角」（transcendent angle）と呼び、アーサー・ケイリーが1862年に、1830年代のグーデルマンによる特殊関数の理論の功績にちなんで「グーデルマン関数」と呼ぶことを提案するまで、様々な名称で呼ばれてきた。グーデルマンは、幅広い読者に向けてsinhとcosh（同書では {\displaystyle {\mathfrak {Sin}}} と {\displaystyle {\mathfrak {Cos}}} の表記を用いた）を説いた1833年の著書"Theorie der potenzial- oder cyklisch-hyperbolischen functionen"に、クレレ誌で発表した論文を収録した。
グーデルマン関数を表す記号gd は、Philosophical MagazineXXIV巻の19ページにおいて、ケイリーが正割関数の積分の逆について、gd. uを用いたのが始まりである。ここで、
{\displaystyle u=\int _{0}^{\phi }\sec t\,dt=\ln \tan \left({\frac {1}{4}}\pi +{\frac {1}{2}}\phi \right)}
であり、超越の定義を次のように示した。
{\displaystyle \operatorname {gd} \,u=i^{-1}\ln \tan \left({\frac {1}{4}}\pi +{\frac {1}{2}}ui\right)}
よって、それはu の実関数であることが即座に見いだされる。

## 応用
地球を真球と見立てたとき、メルカトル図法による投影面上における、赤道からの緯線距離についてのグーデルマン関数の関数値は、子午線弧長、すなわち実際の地球上の緯度に相当する。ガウス・クリューゲル図法による地図投影においては、座標換算の中間変数として用いられる正角緯度の導入時においてもグーデルマン関数が現れる。 
また、グーデルマン関数は、倒立振子の非周期解に現れるほか、一般の位置にある2円に対し、反転距離を用いた n 個のシュタイナーの円鎖ができる条件式に現れる。